# Skalice (tvrz)
Skalice je zaniklá tvrz nebo snad novověké polní opevnění dva kilometry východně od Sepekova v okrese Písek. Dochované relikty jsou chráněny jako kulturní památka.

## Historie
Dějiny případného panského sídla zvaného Skalice jsou podle Augusta Sedláčka spojené s rodem Vítkovců. Území v okolí Sepekova získal Vítek II. starší z Krumlova. Skalici prokazatelně vlastnili spolu se Sepekovem v nedílu jeho vnuci Budivoj a Vítek až do roku 1272 a po Budivojově smrti samotný Vítek. Kromě nich používal přídomek ze Skalice také Vítek z landštejnské větve rodu, ale v jeho případě je přídomek odvozen od hradu Skalice poblíž Soběslavi.
Po Budivojově smrti příslušníci rodu bydleli na krumlovském hradě nebo na svých dalších sídlech, a skalická tvrz brzy zanikla. Vítkovci poté brzy přišli o samotné sepekovské panství. Bratři popraveného Záviše z Falkenštejna totiž spolu s dalšími podporovateli škodili na statcích biskupa Tobiáše z Bechyně. Výše škod byla vyčíslena na 11 141 hřiven stříbra. Biskup bratry zažaloval u zemského soudu. Soud shledal Vítkovce vinnými, odebral jim část statků, které král Václav II. dne 17. června 1291 předal biskupovi. Jádrem tohoto majetku bylo městečko Sepekov se skalickým tvrzištěm, dále k němu patřily vsi Zběšice, Popovec, Podboří, Držkrajov, Božetice, Hodušín, Vlksice, Vratišov, Soběnov, Děsný, Nosetín, Raškov, Chválov, Březí, Veletín, Hodětín, Myslkov, Dobrotín, Chýška, Crhov, Podolí, části vsí Radětice, Zálší a další dvory nebo pozemky.
Spojení s Vítkovci je nejisté, protože charakter pozůstatků případné tvrze neodpovídá dispozici vrcholně středověkého sídla, ale podobá se novověkým vojenským opevněním. Časové zařazení lokality neumožnily ani menší archeologické výzkumy.

## Stavební podoba
Lokalita se nachází na ostrožně nad bezejmenným přítokem rybníka Chobot na říčce Smutné. Tvoří ji dvojice asi čtyřicet metrů vzdálených zahloubených objektů částečně obklopených valy. První má rozměry 20 × 12 metrů a je až tři metry hluboký. Hloubka se snižuje směrem k západu, kde je zahloubení nulové. K severozápadnímu rohu objektu přiléhá menší okrouhlá prohlubeň s vnitřním průměrem čtyři metry. Také ji obklopuje nízký val. Druhý zahloubený objekt má rozměry 12 × 9 metrů a vede kolem něj asi jeden metr vysoký val.